# انتخابات مجلس الأمة الكويتي 1975
أقيمت الانتخابات الرابعة لمجلس الأمة الكويتي في عام 1975، وقد وزعت المناطق على عشرة دوائر، ويفوز أول خمسة مرشحين بالمقعد النيابي.

## توزيع الدوائر
الدائرة الأولى
- منطقة شرق
- منطقة الدسمة
- منطقة الصوابر
- منطقة بنيد القار
- منطقة المطبة
- منطقة البلوش

الدائرة الثانية
- منطقة القبلة
- منطقة المرقاب
- منطقة الصالحية

الدائرة الثالثة
- منطقة الشويخ
- منطقة الصليبيخات
- منطقة الجهراء
- منطقة البر
- مدينة العمال

الدائرة الرابعة
- منطقة الشامية
- منطقة الروضة
- منطقة الفروانية
- منطقة جليب الشيوخ
- منطقة العضيلية

الدائرة الخامسة
- منطقة كيفان
- منطقة الخالدية
- منطقة أبرق خيطان
- منطقة السرة

الدائرة السادسة
- منطقة القادسية
- منطقة المنصورية
- منطقة الفيحاء
- منطقة الحديقة

الدائرة السابعة
- منطقة الدسمة
- منطقة الدعية
- جزيرة فيلكا وسائر الجزر

الدائرة الثامنة
- منطقة حولي
- منطقة النقرة
- منطقة الجابرية
- منطقة العديلية

الدائرة التاسعة
- منطقة السالمية
- منطقة الرميثية
- منطقة البدع
- منطقة الراس
- منطقة الشعب

الدائرة العاشرة
- مدينة الأحمدي
- منطقة المقوع
- منطقة واره
- منطقة الصبيحية
- منطقة جعيدان
- منطقة برقان
- منطقة الفحيحيل
- منطقة الشعيبة
- منطقة أبو حليفة
- منطقة المنقف
- منطقة الفنطاس
- منطقة الفنيطيس

## الفائزون حسب الدوائر
الدائرة الأولى
- حبيب جوهر حيات
- إبراهيم علي خريبط
- عيسى عبد الله بهمن
- إسماعيل علي دشتي
- خالد خلف التيلجي

الدائرة الثانية
- سالم خالد المرزوق
- أحمد عبد العزيز السعدون
- جاسم عبد العزيز القطامي
- جاسم الخرافي
- جاسم حمد الصقر

الدائرة الثالثة
- فلاح مبارك الحجرف
- خالد صالح الغنيم
- عبد الله فهد اللافي
- يوسف مجيم العنزي
- محمد ضيف الله القحص

الدائرة الرابعة
- ناصر الجعمي
- فيصل بندر الدويش
- خالد المعصب
- عباس حبيب المسيلم
- يوسف خالد المطيري

الدائرة الخامسة
- ناصر العصيمي
- عبد الرزاق عبد الحميد الصانع
- بدر ناصر الجبري
- خالد مسعود الفهيد
- خلف هضيبان العتيبي

الدائرة السادسة
- عبد الرحمن العوضي
- عبد الله محمد النيباري
- محمد حبيب حسن بدر
- محمد أحمد الرشيد
- راشد عبد الله الفرحان

الدائرة السابعة
- عبد المطلب عبد الحسين الكاظمي
- جاسم محمد القطان
- حسين مكي جمعة
- حسين محمد معرفي
- عبد الله يعقوب الوزان

الدائرة الثامنة
- جاسر الجاسر
- عبد العزيز فهد المساعيد
- أحمد محمد الخطيب
- علي عبد الله الحبشي
- سامي أحمد المنيس

الدائرة التاسعة
- سالم عبد الله الحماد
- جمعان محمد الحريتي
- راشد الجويسري
- مرضي عبد الله الأذينة
- محمد وسمي السديران

الدائرة العاشرة
- خالد العجران
- سلطان سلمان العجمي
- سعد بن طامي
- هادي الحويلة
- مريخان صقر العجمي